# هاني البدراني
هاني البدراني (22 أبريل 1990) لاعب كرة قدم بحريني يلعب حاليا لصالح نادي الدرجة الأولى النجمة البحريني في مركز الوسط المحوري من 2016.

## السيرة الذاتية
بدأ البدراني مسيرته الرياضية في المنامة في عام 2008. في عام 2015 انتقل إلى الأهلي واستطاع معه تحقيق كأس الاتحاد البحريني لكرة القدم 2015-16. في 15 أغسطس 2016 انتقل إلى النجمة الصاعد حديثا إلى الدوري البحريني الممتاز.

## الإنجازات
- كأس الاتحاد البحريني (1): 2016